# Brian Frederick Mathew
Brian Frederick Mathew (Londres, 10 de diciembre de 1936) es un botánico británico, que fue especialista en Kew Gardens.

## Algunas publicaciones
- hugh McAllister, josephine Hague, brian Mathew. 2005. The genus Sorbus: mountain ash and other rowans. A botanical magazine monograph. Ed. Royal Botanic Gardens, Kew. 252 pp. ISBN 1-84246-088-9
- ghulam rasool Sarwar, h. Freitag, m. Qaiser, rubina Rafiq, s. i. Ali, brian f. Mathew, i. c. Hedge, abdul Ghafoor, i. Kukkonen, s. m. h. Jafri, g. Kothe-Heinrich, s. Omer, p. Uotila. 2001. Flora of Pakistan: Flora of West Pakistan. Ed. Department of Botany, University of Karachi. 193 pp.
- s.i. Ali, brian f. Mathew. 2000. Flora of West Pakistan: Iridaceae. Ed. Stewart Herbarium. 35 pp.
- william thomas Stearn, julian m. h. Shaw, peter Shaw Green, brian f. Mathew. The genus Epimedium and other herbaceous Berberidaceae. A Botanical Magazine monograph. Ed. Royal Botanic Gardens, Kew. 356 pp. ISBN 1-84246-039-0
- 1998. Bulbs: the four seasons : a guide to selecting and growing bulbs all year round. Ed. Pavilion Books. 144 pp. ISBN 1-85793-504-7
- 1997. Growing bulbs: the complete practical guide. Ed. Timber Press. 156 pp. ISBN 0-88192-384-2
- brian Mathew, philip Swindells. 1994. The complete book of bulbs, corms, tubers, and rhizomes: a step-by-step guide to Nature's easiest and most rewarding plants. Ed. Reader's Digest Assoc. 240 pp. ISBN 0-89577-546-8
- 1989. The iris. Ed. Batsford. 215 pp. Ed. ISBN 0-7134-6039-3
- roger Phillips, martyn Rix, brian Mathew. 1989. The Random House book of bulbs. Ed. Random House. 255 pp. ISBN 0-679-72756-6
- 1989. Hellebores. Ed. Alpine Garden Soc. 180 pp.
- 1989. The genus Lewisia. Ed. The Royal Botanic Gardens, Kew & Christopher Helm & Timber Press. A Kew magazine monograph. 151 pp. ISBN 0-88192-158-0
- 1987. The smaller bulbs. Ed. Batsford. 190 pp.
- 1983. The crocus: a revision of the genus Crocus (Iridaceae). Ed. Timber Press. 127 pp. ISBN 0-917304-23-3
- pierre joseph Redouté, brian f. Mathew. 1982. Lilies, and related flowers. Ed. Overlook Press. 238 pp. ISBN 0-87951-135-4
- 1978. The larger bulbs. Ed. Batsford & Royal Horticultural Soc. 156 pp. ISBN 0-7134-1246-1
- christopher Brickell, brian Mathew, roy c. Elliott. 1976. Daphne: the genus in the wild and in cultivation. Ed. Alpine Garden Soc. 194 pp.
- 1973. Dwarf bulbs. Ed. Arco Pub. Co. 240 pp. ISBN 0-668-02964-1

## Reconocimientos
- Electo miembro de la Sociedad linneana de Londres
- 1992, Medalla Herbert de la "International Bulb Society"
- Medalla Victoria de Horticultura[1]

## Eponimia
- (Hyacinthaceae) Bellevalia mathewii Özhatay & Koçak[2]
- (Iridaceae) Crocus mathewii Kernd. & Pasche[3]